# BBC Television Shakespeare
La BBC Television Shakespeare è un insieme di adattamenti televisivi delle opere di William Shakespeare, prodotto dalla BBC tra il 1978 e il 1985.
L'idea per la serie nasce nel 1976 da Cedric Messina, un produttore veterano della BBC. Una serie che mira a riprodurre tutte le 37 opere di Shakespeare.
Arrivata in Italia negli anni ottanta col titolo Shakespeare in TV / Tutto Shakespeare su Rai 1 e poi tramite all'iniziativa di Repubblica con le raccolte DVD dal titolo The Shakespeare Collection, la prima raccolta di 15 opere nel 2009 e la seconda nel 2012 composta da altre 12 opere. Il doppiaggio della prima raccolta di opere è stato eseguito dalla CVD, SAS, Studio Dall'Angelo e Studio DODI negli anni ottanta e annovera voci di attori teatrali come Giancarlo Sbragia, Arnoldo Foà, Paolo Ferrari, Ugo Pagliai, Valeria Moriconi, Glauco Mauri, Ivo Garrani, Giulio Bosetti, Gigi Proietti, Giancarlo Giannini, Oreste Lionello; mentre il secondo cofanetto presenta un ridoppiaggio del 2012 e annovera lo stesso voci di attori teatrali come nuovamente Paolo Ferrari, Ugo Pagliai, Elio Pandolfi insieme a Massimo Popolizio, Paola Gassman, Franca Nuti.

## Le 37 opere

### Stagione 1
Romeo e Giulietta
- Diretto da Alvin Rakoff
- Date di registrazione: 31 gennaio - 5 febbraio 1978
- Prima trasmissione nel Regno Unito: 3 dicembre 1978
- Prima trasmissione negli USA: 14 marzo, 1979
- Durata: 168 minuti
- Patrick Ryecart: Romeo, doppiato da Teo Bellia
- Rebecca Saire: Giulietta, doppiata da Susanna Fassetta
- Anthony Andrews: Mercuzio, doppiato da Massimo Ranieri
- Celia Johnson: Nutrice, doppiata da Francesca Palopoli
- Michael Hordern: Capuleti, doppiato da Giancarlo Padoan
- John Gielgud: Coro, doppiato da Omero Antonutti
- Joseph O'Connor: Frate Lorenzo, doppiato da Omero Antonutti
- Laurence Naismith: il principe Escalus, doppiato da Aldo Barberito
- Alan Rickman: Tebaldo, doppiato da Giorgio Locuratolo
- Jacqueline Hill: Lady Capuleti, doppiata da Valentina Fortunato
- Christopher Strauli: Benvolio, doppiato da Vittorio Guerrieri
- Christopher Northey: Conte Paride, doppiato da Oliviero Dinelli
- Peter Henry: Pietro, doppiato da Massimo Lopez
- Roger Davidson: Baldassarre, doppiato da Antonio Sanna
- John Paul: Montecchi, doppiato da Ettore Conti
- Zulema Dene: Lady Montecchi, doppiata da Anna Teresa Eugeni
- Esmond Knight: Vecchio cugino Capuleti, doppiato da Vittorio Battarra
- David Sibley: Sansone, doppiato da Luca Biagini
- Vernon Dobtcheff: Speziale, doppiato da Sandro Sardone
- Jack Carr: Gregorio, doppiato da Elio Marconato
- Bunny Reed: Abramo, doppiato da Sandro Sardone
- John Savident: Frate Giovanni, doppiato da Vittorio Battarra
- Jeremy Young: 1° guardia, doppiato da Sandro Sardone
- Antonio, doppiato da Massimo Rossi
- Traduzione: Salvatore Quasimodo
- Adattamento e direzione del doppiaggio: Anna Teresa Eugeni

Dietro le quinte
Rebecca Saire aveva solo quattordici anni quando il film è stato girato, un'età insolitamente giovane per un'attrice che interpreta Giulietta (anche se lo stesso personaggio ha in effetti tredici anni). Anche Olivia Hussey aveva solo 16 anni quando fu girato il film di Franco Zeffirelli. John Gielgud torna nuovamente ad interpretare il ruolo del Coro dopo il film di Renato Castellani. Susanna Fassetta doppiatrice di Giulietta riprende lo stesso ruolo che ebbe nella sua ultima interpretazione a teatro nel "Giulietta e Romeo", di Giancarlo Cobelli.
Riccardo II
- Regia di David Giles
- Data di registrazione: 12–17 April 1978
- Prima trasmissione nel Regno Unito: 10 dicembre 1978
- Prima trasmissione negli USA: 28 marzo 1979
- Durata: 158 minutes
- Derek Jacobi: Re Riccardo, doppiato da Glauco Mauri / Dario Penne (ridoppiaggio)
- John Gielgud: duca di Lancaster, doppiato da Sergio Fiorentini / Paolo Ferrari (ridoppiaggio)
- Jon Finch: Henry Bolingbroke, doppiato da Corrado Pani / Christian Iansante (ridoppiaggio)
- Wendy Hiller: duchessa di York, doppiato da Gianna Piaz / Giuliana Lojodice (ridoppiaggio)
- Charles Gray: Duca di York, doppiato da Pietro Nuti / Massimo Foschi (ridoppiaggio)
- Mary Morris: duchessa di Gloucester, doppiato da Laura Carli / Paila Pavese (ridoppiaggio)
- David Swift: duca di Northumberland, doppiato da Bruno Alessandro (ridoppiaggio)
- Clifford Rose: Vescovo di Carlisle, doppiato da Sandro Iovino (ridoppiaggio)
- Charles Keating: duca di Aumerle, doppiato da Riccardo Niseem Onorato (ridoppiaggio)
- Richard Owens: Thomas Mowbray, doppiato da Marco Mete (ridoppiaggio)
- Janet Maw: Regina Anna di Bohemia, doppiato da Patrizia Pezza (ridoppiaggio)
- Jeffrey Holland: Duca di Surrey, doppiato da Francesco Prando (ridoppiaggio)
- Jeremy Bulloch: Henry Percy, doppiato da Ermanno Ribaudo (ridoppiaggio)
- Robin Sachs: John Bussy, doppiato da Alberto Caneva (ridoppiaggio)
- Damien Thomas: William Bagot, doppiato da Giorgio Locuratolo (ridoppiaggio)
- Alan Dalton: Henry Green, doppiato da Maurizio Reti (ridoppiaggio)
- David Dodimead: Lord Ross, doppiato da Arnaldo Ninchi (ridoppiaggio)
- John Flint: Lord Willoughby, doppiato da Giovanni Petrucci (ridoppiaggio)
- Carl Oatley: Conte Berkeley, doppiato da Antonio Bonanotte (ridoppiaggio)
- William Whymper: Sir Stephen Scroop, doppiato da Giorgio Locuratolo (ridoppiaggio)
- John Barcroft: Conte di Salisbury, doppiato da Franco Zucca (ridoppiaggio)
- David Garfield: capitano gallese, doppiato da Michele Gammino (ridoppiaggio)
- Desmond Adams: Sir Pierce di Exton, doppiato da Marco Mete (ridoppiaggio)
- Joe Ritchie: Groom
- Paddy Ward: custode, doppiato da Giovanni Petrucci (ridoppiaggio)
- Bruno Barnabe: abate di Westminster, doppiato da Pieraldo Ferrante (ridoppiaggio)
- Jonathan Adams: Giardiniere, doppiato da Franco Zucca (ridoppiaggio)
- Luciano Pigozzi: Aiutante del Giardiniere, doppiato da Michele Gammino (ridoppiaggio)
- John Curless: Lord Fitzwater
- Terry Wright assassino
- Ronald Fernee: Servo
- Tom Brown: Araldo
- Mike Lewin: araldo
- Phillida Sewell: Donna della regina
- Sandra Frieze: Donna della regina
- Traduzione: Cesare Vico Lodovici
- Direzione del doppiaggio: Renato Cortesi / Roberto Ciurluini (ridoppiaggio)

Come vi piace
- Regia di Basil Coleman
- Data di registrazione: 30 maggio - 16 giugno 1978
- Prima trasmissione nel Regno Unito: 17 dicembre 1978
- Prima trasmissione negli USA: 28 febbraio 1979
- Durata: 150 minuti
- Helen Mirren: Rosalind, doppiata da Angiola Baggi
- Brian Stirner: Orlando, doppiato da Massimo Rossi
- Richard Pasco: Jaques, doppiato da Renato De Carmine
- Rees Angharad: Celia, doppiata da Silvia Pepitoni
- James Bolam: Paragone, doppiato da Massimo Dapporto
- Clive Francis: Oliviero, doppiato da Oliviero Dinelli
- Richard Easton: Duca Federico, doppiato da Valerio Ruggeri
- Tony Chiesa: Duca esiliato, doppiato da Elio Pandolfi
- John Quentin: Le Beau, doppiato da Mino Bellei
- Maynard Williams: Silvio, doppiato da Eugenio Marinelli
- Victoria Plucknett: Phebe, doppiata da Renata Biserni
- Marilyn Le Conte: Audrey, doppiata da Serena Spaziani
- Tom McDonnell: Amiens, doppiato da Luca Biagini
- David Lloyd Meredith: Corino, doppiato da Diego Michelotti
- Arthur Hewlett: Adamo, doppiato da Giuseppe Fortis
- Jeffrey Holland: William, doppiato da Elio Marconato
- Timothy Bateson: Don Oliviero Sciupatesti, doppiato da Sandro Dori
- David Prowse: Carlo il lottatore, doppiato da Gabriele Carrara
- John Moulder-Brown: Hyman, doppiato da Vittorio Guerrieri
- Paul Bentall: Jacques de Boys, doppiato da Roberto Pedicini
- Chris Sullivan: Dennis, doppiato da Roberto Pedicini
- Traduzione: Antonio Calenda, Antonio Nediani
- Adattamento: Rodolfo Cappellini
- Direzione del doppiaggio: Rodolfo Bianchi

Dietro le quinte
Girato nel castello di Glamis in Scozia, questa era una delle uniche due produzioni girate all'esterno, l'altro è Enrico VIII. Diretto da Colemen Basil che inizialmente ritene che l'opera doveva essere girata nel corso di un anno, con i cambi di stagione da inverno a estate che segnavano il cambiamento ideologico in caratteri, ma fu costretto a girare il tutto a maggio, anche se lopera inizia nel periodo invernale.
Giulio Cesare
- Regia di Herbert Wise
- Data registrazione: 26-31 luglio 1978
- Prima trasmissione nel Regno Unito: 11 febbraio 1979
- Prima trasmissione negli USA: 14 febbraio 1979
- Durata: 150 minuti
- Charles Gray: Giulio Cesare, doppiato da Ivo Garrani / Gigi Proietti (ridoppiaggio)
- Keith Michell: Marco Antonio, doppiato da Luigi Diberti / Stefano De Sando (ridoppiaggio)
- Richard Pasco: Bruto, doppiato da Giulio Brogi / Michele Gammino (ridoppiaggio)
- David Collings: Cassio, doppiato da Giancarlo Dettori / Sandro Iovino (ridoppiaggio)
- Virginia McKenna: Porzia, doppiata da Roberta Rem / Licinia Lentini (ridoppiaggio)
- Elizabeth Spriggs: Calpurnia, doppiata da Adriana Innocenti / Paila Pavese (ridoppiaggio)
- Sam Dastor: Casca, doppiato da Giancarlo Zanetti / Marco Mete (ridoppiaggio)
- Jon Laurimore: Flavio, doppiato da Toni Orlandi / Giovanni Petrucci (ridoppiaggio)
- John Sterland: Marullo, doppiato da Adolfo Lastretti / Diego Reggente (ridoppiaggio)
- Garrick Hagon: Cesare Ottaviano, doppiato da Alvaro Piccardi / Francesco Prando (ridoppiaggio)
- Brian Coburn: Messala, doppiato da Giulio Pizzirani / Diego Reggente (ridoppiaggio)
- Leonard Preston: Titinio, doppiato da Rodolfo Baldini / Antonio Bonanotte (ridoppiaggio)
- Alexander Davion: Decio Bruto, doppiato da Ermanno Ribaudo / Franco Zucca (ridoppiaggio)
- Darien Angadi: Cinna, doppiato da Mino Caprio / Emiliano Reggente (ridoppiaggio)
- Andrew Hilton: Lucilio, doppiato da Diego Verdegiglio / Emiliano Reggente (ridoppiaggio)
- Anthony Dawes: Caio Ligario, doppiato da Pieraldo Ferrante (ridoppiaggio)
- Roger Bizley: Metello Cimbro, doppiato da Giovanni De Nava / Diego Reggente (ridoppiaggio)
- Manning Wilson: Cicerone, doppiato da Dario Penne (ridoppiaggio)
- Ronald Forfar: Indovino, doppiato da Alvise Battain / Maurizio Reti (ridoppiaggio)
- Patrick Marley: Artemidoro, doppiato da Renato Cortesi / Carlo Scipioni (ridoppiaggio)
- William Simons: Trebonio, doppiato da Maurizio Reti (ridoppiaggio)
- John Tordoff: Cinna il Poeta, doppiato da Alvise Battain
- Philip York: Figlio di Catone, doppiato da Marzio Margine / Maurizio Reti (ridoppiaggio)
- Christopher Buono: Clito, doppiato da Tonino Di Placido
- Robert Oates: Pindaro, doppiato da Ermanno Ribaudo / Stefano Santerini (ridoppiaggio)
- Jonathan Scott-Taylor: Lucio, doppiato da Vittorio Guerrieri / Leonardo Caneva (ridoppiaggio)
- Maurice Thorogood: Stratone, doppiato da Luciano Turi / Federico Di Pofi (ridoppiaggio)
- Michael Greatorex: Varrone, doppiato da Giugliano Quaglia / Federico Di Pofi (ridoppiaggio)
- Nicholas Gecks: Volumnio, doppiato da Renato Cortesi / Federico Di Pofi (ridoppiaggio)
- Michael Jenkinson: Dardanius
- Roy Spencer: Lepido, doppiato da Renato Cortesi / Pieraldo Ferrante (ridoppiaggio)
- Terence Conoley: Popilio, doppiato da Pieraldo Ferrante (ridoppiaggio)
- Noel Johnson: Publio
- Traduzione: Sergio Perosa / Agostino Lombardo (ridoppiaggio)
- Direzione del doppiaggio: Renato Cortesi / Roberto Ciurluini (ridoppiaggio)

Dietro le quinte
Herbert Wise ritenne che Giulio Cesare deve essere impostato in epoca elisabettiana, ma fu costretto dal budget ad impostarlo in epoca romana. Wise ritenne che Shakespeare aveva scritto la commedia in particolare come un commento sulla cultura elisabettiana, e che interpretandola letteralmente come un'opera sull'Antica Roma ne avrebbe banalizzato la storia.
Misura per misura
- Regia di Desmond Davis
- Data di registrazione: 17-22 maggio 1978
- Prima trasmissione nel Regno Unito: 18 feb 1979
- Prima trasmissione negli USA: 11 aprile, 1979
- Durata: 145 minuti
- Kenneth Colley: il Duca, doppiato da Aldo Reggiani / Dario Penne (ridoppiaggio)
- Kate Nelligan: Isabella, doppiata da Antonella Rendina / Emilia Costa (ridoppiaggio)
- Tim Pigott-Smith: Angelo, doppiato da Oliviero Dinelli / Roberto Chevalier (ridoppiaggio)
- Christopher Sträuli: Claudio, doppiato da Guido Sagliocca / Luca Ferrante (ridoppiaggio)
- John McEnery: Lucio, doppiato da Toni Garrani / Renato Cortesi (ridoppiaggio)
- Jacqueline Pearce: Marianna, doppiata da Cinzia De Carolis / Chiara Tomarelli (ridoppiaggio)
- Frank Middlemass: Pompeo, doppiato da Elio Pandolfi / Giovanni Petrucci (ridoppiaggio)
- Alun Armstrong: Bargello, doppiato da Eugenio Marinelli
- Adrienne Corri: Padrona Overdone
- Ellis Jones: Gomito, doppiato da Vittorio Stagni (ridoppiaggio)
- John Clegg: Spuma
- William Sleigh: Bernardino, doppiato da Maurizio Mattioli
- Neil McCarthy: Abhorson, doppiato da Gino Pagnani / Diego Reggente (ridoppiaggio)
- Yolanda Vazquez: Giulietta, doppiata da Beatrice Quaglio (ridoppiaggio)
- Eileen pagina: Francesca
- Kevin Stoney: Escalo, doppiato da Giuseppe Fortis
- Godfrey Jackman: fra Tommaso, doppiato da Gino Donato / Michele Gammino (ridoppiaggio)
- Monaca, doppiata da Licinia Lentini (ridoppiaggio)
- Giudice, doppiato da Pieraldo Ferrante (ridoppiaggio)
- Traduzione: Agostino Lombardo
- Direzione del doppiaggio: Rino Mencuccini / Roberto Ciurluini (ridoppiaggio)

Dietro le quinte
Il regista Desmond Davis nell'opera basa il bordello: un tradizionale Saloon Western e il carcere: una tipica prigione da film horror.
Enrico VIII
- Diretto da Kevin Billington
- Date di registrazione: 27 novembre 1978 - 7 gennaio 1979
- Prima trasmissione nel Regno Unito: 25 febbraio 1979
- Prima trasmissione negli USA: 25 aprile 1979
- Durata: 165 minuti
- John Stride: Enrico VIII, doppiato da Michele Kalamera
- Claire Bloom: Caterina, doppiata da Lucia Catullo
- Ronald Pickup: Cranmer, Arcivescovo di Canterbury, doppiato da Massimo De Francovich
- Barbara Kellerman: Anna Bolena, doppiata da Paola Bacci
- Timothy West: il cardinale Wolsey, doppiato da Giulio Bosetti
- Julian Glover: il duca di Buckingham, doppiato da Bruno Alessandro
- David Rintoul: Lord Abergavenny, doppiato da Guido Cerniglia
- John Rowe: Cromwell, doppiato da Carlo Sabatini
- Lewis Fiander: il Duca di Suffolk, doppiato da Saverio Moriones
- Alan Leith: Sergente alle armi
- Tony Church: Prologo, doppiato da Renato Cominetti
- John Bailey: Griffith, doppiato da Manlio Guardabassi
- David Troughton: Geometra
- John Nettleton: Lord Ciambellano, doppiato da Gianni Musy
- Charles Lloyd Pack: Lord Sandys, doppiato da Loris Zanchi
- Nigel Lambert: Sir Thomas Lovell, doppiato da Claudio De Angelis
- Adam Bareham: Sir Henry Guildford, doppiato da Giulio Platone
- Jeremy Kemp: il Duca di Norfolk, doppiato da Giorgio Gusso
- Jack McKenzie: Sir Nicholas Vaux, doppiato da Giancarlo Prete
- Michael Poole: Cardinale Campeggi, doppiato da Orso Maria Guerrini
- Peter Vaughan: Gardiner, vescovo di Winchester, doppiato da Sandro Tuminelli
- Jeffrey Daunton: Servo
- John Cater: 1° gentiluomo, doppiato da Marcello Mandò
- Roger Lloyd Pack: 2° gentiluomo, doppiato da Giampaolo Saccarola
- Sylvia Coleridge: Vecchia signora, amica di Anna Bolena, doppiata da Cesarina Gheraldi
- Michael Gaunt: Banditore
- David Dodimead: il vescovo di Lincoln
- Emma Kirkby: Cantante
- Sally Home: Paziente
- Oliver Cotton: il conte di Surrey
- Michael Walker: Messaggero
- John Rhys-Davies: Capucius, doppiato da Emilio Cappuccio
- John Rogan: Dr. Butts, doppiato da Mico Cundari
- Jack Maggio: il Lord Cancelliere, doppiato da Mario Erpichini
- Timothy Barker: Paggio di Gardiner
- Brian Osborne: Portiere della camera del consiglio
- Traduzione: Vittorio Gabrieli
- Adattamento e Direzione del doppiaggio: Renato Cominetti

Dietro le quinte
Girato nel castello di Leeds, Penshurst Place e Hever Castle e nelle stanze reali in cui alcuni degli eventi reali hanno avuto luogo.

### Stagione 2
Enrico IV, parte I
- Regia di David Giles
- Data di registrazione: 7-12 marzo 1979
- Prima trasmissione nel Regno Unito: 9 dicembre 1979
- Prima trasmissione negli USA: 26 marzo 1980
- Durata: 148 minuti
- Jon Finch: il re Enrico IV, doppiato da Walter Maestosi
- David Gwillim: Enrico, Principe di Galles, doppiato da Luca Biagini
- Rob Edwards: il Principe Giovanni di Lancaster
- David Buck: il Conte di Westmorland, doppiato da Dario De Grassi
- Robert Brown: Sir Walter Blunt, doppiato da Aldo Barberito
- Clive Swift: Thomas Percy, conte di Worcester, doppiato da Valerio Ruggeri
- Bruce Purchase: Henry Percy, conte di Northumberland, doppiato da Orso Maria Guerrini
- Tim Pigott-Smith: Henry Percy 'Hotspur', doppiato da Oliviero Dinelli
- Robert Morris: Edmund Mortimer, Conte di March, doppiato da Massimo Venturiello
- John Cairney: Archibald, conte di Douglas
- David Neal: Scroop, Arcivescovo di York, doppiato da Sando Iovino
- Norman Rutherford: Sir Michael
- Richard Owens: Owen Glendower, doppiato da Giancarlo Padoan
- Terence Wilton: Sir Richard Vernon
- Anthony Quayle: Sir John Falstaff, doppiato da Elio Pandolfi
- Jack Galloway: Poins, doppiato da Massimo Rossi
- Gordon Gostelow: Bardolfo
- Steven Beard: Peto, doppiato da Eugenio Marinelli
- Michele Dotrice: Lady Percy, doppiata da Paola Gassman
- Sharon Morgan: Lady Mortimer, doppiata da Alina Moradei
- Brenda Bruce: Signora Quickly, doppiata da Francesca Palopoli
- Mike Lewin: primo vettore
- David Bailie: secondo vettore
- Douglas Milvain: Ciambellano, doppiato da Silvio Spaccesi
- Neville Barber: Sceriffo, doppiato da Sandro Sardone
- George Winter: Servo Hotspur
- Michael Heath: primo messaggero
- Malcolm Hughes: secondo messaggero
- Traduzione di: Cesare Vico Lodovici
- Direzione del doppiaggio: Rodolfo Bianchi

Dietro le quinte
La settimana prima della proiezione di questo episodio, l'episodio della prima stagione Riccardo II è stato ripetuto come inizio di una trilogia.
Enrico IV, parte II
- Regia di David Giles
- Date di registrazione: 11-16 aprile 1979
- Prima trasmessa nel Regno Unito: 16 dicembre, 1979
- Prima trasmissione negli USA: 9 aprile 1980
- Durata: 150 minuti
- Jon Finch: il re Enrico IV, doppiato da Walter Maestosi
- David Gwillim: Enrico, Principe di Galles, doppiato da Luca Biagini
- Rob Edwards: il Principe Giovanni di Lancaster
- Neil Martin: Principe Humphrey di Gloucester, doppiato da Luca Ward
- Davenport Roger: Thomas, duca di Clarence
- Bruce Purchase: il conte di Northumberland, doppiato da Orso Maria Guerrini
- David Neal: Scroop, Arcivescovo di York, doppiato da Sandro Iovino
- Michael Miller: Lord Mowbray, doppiato da Valerio Ruggeri
- Richard Bebb: Lord Hastings
- John Humphry: Lord Bardolph
- Salvin Stewart: Sir John Colville
- David Forte: Travers
- Carl Oatley: Morton
- Rod Beacham: il Conte di Warwick, doppiato da Vittorio Battarra
- David Buck: il Conte di Westmorland, doppiato da Dario De Grassi
- Brian Poyser: Gower
- Ralph Michael: il Lord Giudice supremo, doppiato da Giuseppe Fortis
- Anthony Quayle: Sir John Falstaff, doppiato da Elio Pandolfi
- Jack Galloway: Poins, doppiato da Massimo Rossi
- Gordon Gostelow: Bardolfo, doppiato da Diego Michelotti
- Bryan Pringle: Pistola, doppiato da Massimo Dapporto
- Steven Beard: Peto, doppiato da Eugenio Marinelli
- John Fowler: paggio di Falstaff, doppiato da Stefano Onofri
- Robert Eddison: Giudice Robert Shallow, doppiato da Pino Ferrara
- Leslie French: Giudice Silence, doppiato da Ugo Bologna
- Raymond Platt: Davy, doppiato da Wladimiro Grana
- Federico Proud: Fang
- Julian Battersby: Ralph Mouldy, doppiato da Sandro Dori
- Roy Herrick: Simon Ombra
- Luciano Pigozzi: Wart Thomas
- John Tordoff: Francesco Feeble
- Roger Elliott: Pietro Bullcalf
- Jenny Laird: Lady Northumberland
- Michele Dotrice: Lady Percy, doppiata da Paola Gassman
- Brenda Bruce: Mistress Quickly, doppiata da Francesca Palopoli
- Frances Cuka: Madama Doll
- Tim Brown: Servo Presidente della Corte Suprema di
- Colin Dunn: Messenger
- Traduzione di: Cesare Vico Lodovici
- Direzione del doppiaggio: Rodolfo Bianchi

Enrico V
- Regia di David Giles
- Date di registrazione: 18-25 giugno 1979
- Prima trasmissione nel Regno Unito: 23 dicembre 1979
- Prima trasmissione negli USA: 23 aprile 1980
- Durata: 166 minuti
- David Gwillim: Enrico V, doppiato da Massimo De Francovich / Roberto Chevalier (ridoppiaggio)
- Alec McCowen: Coro, doppiato da Giulio Bosetti / Ugo Pagliai (ridoppiaggio)
- Martin Smith: il duca di Gloucester, doppiato da Gabriele Tuccimei (ridoppiaggio)
- Rob Edwards: il duca di Bedford, doppiato da Alberto Caneva (ridoppiaggio)
- Davenport Roger: il duca di Clarence
- Clifford Parrish: il duca di Exeter, doppiato da Walter Maestosi / Dario Penne (ridoppiaggio)
- Derek Hollis: il Duca di York, doppiato da Luca Ferrante (ridoppiaggio)
- Robert Ashby: il conte di Salisbury, doppiato da Emiliano Pacifico (ridoppiaggio)
- David Buck: il conte di Westmoreland, doppiato da Luigi Montini / Giovanni Petrucci (ridoppiaggio)
- Rob Beacham: il Conte di Warwick
- Trevor Baxter: l'arcivescovo di Canterbury, doppiato da Gianni Musy / Stefano De Sando (ridoppiaggio)
- John Abineri: il vescovo di Ely, doppiato da Sandro Tuminelli / Pieraldo Ferrante (ridoppiaggio)
- William Whymper: il conte di Cambridge, doppiato da Marcello Mandò / Giorgio Locuratolo (ridoppiaggio)
- Ian Prezzo: Lord Scroop, doppiato da Sandro Pellegrini / doppiato da Sandro Iovino (ridoppiaggio)
- George Howe: Sir Thomas Erpingham, doppiato da Sandro Tuminelli
- David Rowlands: Sir Thomas Grey, doppiato da Claudio De Angelis
- Brian Poyser: Gower, doppiato da Carlo Valli / Antonio Bonanotte (ridoppiaggio)
- Tim Wylton: Fluellen, doppiato da Leo Gullotta / Diego Reggente (ridoppiaggio)
- Paddy Ward: MacMorris, doppiato da Ermanno Ribaudo (ridoppiaggio)
- Michael McKevitt: Jamy, doppiato da Bruno Alessandro / Giorgio Locuratolo (ridoppiaggio)
- Ronald Forfar: Bates
- Joe Ritchie: Corte
- David Pinner: Williams, doppiato da Michele Kalamera / Riccardo Niseem Onorato (ridoppiaggio)
- Jeffrey Holland: Nym, doppiato da Guido Cerniglia / Giorgio Locuratolo (ridoppiaggio)
- Gordon Gostelow: Bardolfo, doppiato da Paolo Lombardi / Giovanni Petrucci (ridoppiaggio)
- Bryan Pringle: Pistola, doppiato da Bruno Alessandro (entrambi doppiaggi)
- John Fowler: Paggio di Falstaff, doppiato da Vittorio Stagni (ridoppiaggio)
- Simon Broad: Araldo, doppiato da Paolo Lombardi / Franco Zucca (ridoppiaggio)
- Thorley Walters: Carlo VI, re di Francia, doppiato da Giuseppe Fortis / Michele Gammino (ridoppiaggio)
- Keith Drinkel: Luigi, il Delfino, doppiato da Saverio Moriones / Marco Mete (ridoppiaggio)
- Robert Harris: il duca di Borgogna, doppiato da Renato Cominetti / Franco Zucca (ridoppiaggio)
- John Saunders: il duca di Orléans, doppiato da Manlio Guardabassi / Toni Orlandi (ridoppiaggio)
- Bryans John: il duca di Borbone
- Julian Glover: il Conestabile di Francia, doppiato da Emilio Cappuccio / Francesco Prando (ridoppiaggio)
- Carl Forgione: Rambures
- Alan Brown: Governatore di Harfleur, doppiato da Sergio Matteucci
- Garrick Hagon: Mountjoy, doppiato da Giancarlo Prete / Christian Iansante (ridoppiaggio)
- Pamela Ruddock: Regina Isabella di Francia, doppiato da Lucia Catullo / Licinia Lentini (ridoppiaggio)
- Jocelyne Boisseau: Caterina, doppiato da Elena Morara (ridoppiaggio)
- Anna Quayle: Alice, doppiato da Marie Sanchez (ridoppiaggio)
- Brenda Bruce: Mistress Quickly, doppiato da Silvana Sodo (ridoppiaggio)
- Graham Pountney: soldato francese
- Ronald Chenery: Messaggero
- Traduzione: Vittorio Gabrieli
- Adattamento: Filippo Ottoni
- Direzione del doppiaggio: Filippo Ottoni / Roberto Ciurluini (ridoppiaggio)

La dodicesima notte
- Diretto da John Gorrie
- Data di registrazione: 16-21 maggio 1979
- Prima trasmissione nel Regno Unito: 6 Gen 1980
- Prima trasmissione negli USA: 27 Feb 1980
- Durata: 128 minuti
- Clive Arrindell: Orsino, doppiato da Lino Capolicchio
- Alec McCowen: Malvolio, doppiato da Omero Antonutti
- Robert Hardy: Sir Tobia Belch, doppiato da Giancarlo Padoan
- Felicity Kendal: Viola, doppiata da Cinzia De Carolis
- Annette Crosbie: Maria, doppiata da Anna Teresa Eugeni
- Sinéad Cusack: Olivia, doppiata da Serena Spaziani
- Trevor Peacock: Feste, doppiato da Luca Biagini
- Ronnie Stevens: Sir Andrea Aguecheek, doppiato da Elio Pandolfi
- Robert Lindsay: Fabian, doppiato da Oliviero Dinelli
- Maurice Roeves: Antonio, doppiato da Stefano Carraro
- Michael Thomas: Sebastiano, doppiato da Giuliano Giacomelli
- Malcolm Reynolds: Valentino, doppiato da Giorgio Locuratolo
- Ryan Michael: Curio, doppiato da Mario Mearelli
- Ric Morgan: il capitano di mare, doppiato da Alberto Melis
- Arthur Hewlett: il Sacerdote, doppiato da Valerio Ruggeri
- Andrew MacLaclan: 1º Ufficiale, doppiato da Sandro Sardone
- Peter Holt: 2º Ufficiale, doppiato da Vittorio Battarra
- Traduzione: Orazio Costa
- Direzione del doppiaggio: Anna Teresa Eugeni

La Tempesta
- Diretto da John Gorrie
- Date di registrazione: 23-28 luglio 1979
- Prima trasmissione nel Regno Unito: 27 feb 1980
- Prima trasmissione negli USA: 7 maggio 1980
- Durata: 125 minuti
- Michael Hordern: Prospero, doppiato da Tino Carraro
- Derek Godfrey: Antonio, doppiato da Ermanno Ribaudo
- David Waller: Alonso, doppiato da Aldo Barberito
- Warren Clarke: Calibano, doppiato da Renzo Montagnani
- Nigel Hawthorne: Stefano, doppiato da Silvio Spaccesi
- David Dixon: Ariele, doppiato da Claudio Trionfi
- Andrew Sachs: Trinculo, doppiato da Luigi Diberti
- John Nettleton: Gonzalo, doppiato da Mario Milita
- Alan Rowe: Sebastiano, doppiato da Renato Cortesi
- Pippa Guard: Miranda, doppiata da Fabiana Udenio
- Christopher Guard: Ferdinando, doppiato da Loris Loddi
- Kenneth Gilbert: Nostromo, doppiato da Elio Zamuto
- Edwin Brown: Capitano, doppiato da Renato Cortesi
- Paul Greenhalgh: Francisco, doppiato da Sandro Sardone
- Christopher Bramwell: Adriano, doppiato da Toni Orlandi
- Gwyneth Lloyd: Juno
- Elizabeth Gardner: Cerere
- Rees Judith: Iris
- Traduzione: Salvatore Quasimodo
- Adattamento: Daniela Guardamagna
- Direzione del doppiaggio: Renato Cortesi

Amleto
- Diretto da Rodney Bennett
- Data di registrazione: 31 gennaio-8 febbraio 1980
- Prima trasmissione nel Regno Unito: 25 maggio 1980
- Prima trasmissione negli USA: 10 novembre 1980
- Durata: 212 minutes
- Derek Jacobi: Amleto, doppiato da Giancarlo Giannini
- Claire Bloom: Gertrude, doppiata da Sonia Scotti
- Patrick Stewart: Claudio, doppiato da Gino Donato
- Eric Porter: Polonio, doppiato da Silvio Spaccesi
- Lalla Ward: Ofelia, doppiata da Caterina Sylos Labini
- David Robb: Laerte, doppiato da Luigi Diberti
- Patrick Allen: Fantasma, doppiato da Mario Milita
- Robert Swann: Orazio, doppiato da Luca Biagini
- Jonathan Hyde: Rosencrantz, doppiato da Sandro Sardone
- Geoffrey Bateman: Guildenstern, doppiato da Elio Marconato
- Emrys James: Attore Re, doppiato da Oliviero Dinelli
- Jason Kemp: Attrice Regina
- Ian Charleson: Fortebraccio, doppiato da Giorgio Locuratolo
- Tim Wylton: 1° Becchino, doppiato da Elio Pandolfi
- Peter Benson: 2° Becchino
- Paul Humpoletz: Marcello, doppiato da Elio Zamuto
- Niall Padden: Bernardo
- Christopher Baines: Francisco
- John Humphry: Voltimando, doppiato da Dante Biagioni
- John Sterland: Cornelio
- Peter Gale: Osric, doppiato da Renato Cortesi
- Raymond Mason: Reynaldo
- Dan Meaden: Captaino norvegese
- David Henry: Ambasciatore inglese
- Prete, doppiato da Sergio Tedesco
- Traduzione: Eugenio Montale
- Direzione del doppiaggio: Renato Cortesi

### Stagione 3
La bisbetica domata
- Diretto da Jonathan Miller
- Data di registrazione 18–24 June 1980
- Prima trasmissione nel Regno Unito: 23 ottobre 1980
- Prima trasmissione negli USA: 26 gennaio 1981
- Durata: 128 minutes
- John Cleese: Petruccio, doppiato da Michele Kalamera
- Simon Chandler: Lucenzio, doppiato da Fabrizio Temperini
- Anthony Pedley: Tranio, doppiato da Giulio Platone
- John Franklyn-Robbins: Battista, doppiato da Sandro Tuminelli
- Frank Thornton: Gremio, doppiato da Giorgio Gusso
- Sarah Badel: Caterina, doppiata da Daniela Nobili
- Jonathan Cecil: Ortensio, doppiato da Francesco Vairano
- Susan Penhaligon: Bianca, doppiata da Lorenza Biella
- Harry Waters: Biondello, doppiato da Giancarlo Prete
- David Kincaid: Grumio, doppiato da Luigi Montini
- Bev Willis: Servo di Battista, doppiato da Claudio De Angelis
- Angus Lennie: Curzio, doppiato da Osvaldo Ruggeri
- Harry Webster: Nataniele, doppiato da Alberto Ricca
- Gil Morris: Filippo, doppiato da Pietro Barreca
- Leslie Sarony: Gregorio, doppiato da Massimo Fedele
- Derek Deadman: Nicola, doppiato da Beppe Chierici
- Denis Gilmore: Pietro, doppiato da Domenico Crescentini
- John Bird: Pedante di Mantova, doppiato da Guido Cerniglia
- David Kinsey: Merciaio, doppiato da Maurizio Gueli
- Alan Hay: Sarto, doppiato da Paolo Lombardi
- John Barron: Vincenzo, doppiato da Gianni Musy
- Joan Hickson: Vedova, doppiata da Lucia Catullo
- Traduzione: Masolino D'Amico
- Direzione del doppiaggio: Filippo Ottoni

Il mercante di Venezia
- Diretto da Jack Gold
- Data di registrazione: 15–21 maggio 1980
- Prima trasmissione nel Regno Unito: 17 dicembre 1980
- Prima trasmissione negli USA: 23 febbraio 1981
- Durata: 157 minutes
- Warren Mitchell: Shylock, doppiato da Sandro Tuminelli
- John Franklyn-Robbins: Antonio, doppiato da Giulio Bosetti
- John Rhys-Davies: Salerio, doppiato da Emilio Cappuccio
- Alan David: Solanio, doppiato da Giulio Platone
- John Nettles: Bassiano, doppiato da Gianni Giuliano
- Richard Morant: Lorenzo, doppiato da Fabrizio Temperini
- Kenneth Cranham: Graziano, doppiato da Saverio Moriones
- Gemma Jones: Portia, doppiata da Elettra Bisetti
- Susan Jameson: Nerissa, doppiata da Monica Gravina
- Daniel Mitchell: Baldassarre, doppiato da Claudio De Angelis
- Marc Zuber: Principe del Marocco, doppiato da Michele Kalamera
- Enn Reitel: Lancillotto Gobbo, doppiato da Leo Gullotta
- Joe Gladwin: Vecchio Gobbo, doppiato da Paolo Lombardi
- Roger Martin: Leonardo, doppiato da Antonio Scaleni
- Leslee Udwin: Jessica, doppiata da Claudia Balboni
- Peter Gale: Principe d'Arragon, doppiato da Walter Maestosi
- Arnold Diamond: Tubal, doppiato da Gianni Musy
- Douglas Wilmer: Doge di Venezia, doppiato da Mico Cundari
- Shaun Scott: Stefano
- Traduzione: Alessandro Serpieri

Tutto è bene quel che finisce bene
- Diretto da Elijah Moshinsky
- Data di registrazione: 23–29 luglio 1980
- Prima trasmissione nel Regno Unito: 4 gennaio 1981
- Prima trasmissione nel USA: 18 maggio 1981
- Durata: 141 minutes
- Celia Johnson: La contessa di Rousillion, doppiata da Maria Pia Di Meo (ridoppiaggio)
- Ian Charleson: Bertram, doppiato da Luca Ferrante (ridoppiaggio)
- Michael Hordern: Lafeu, doppiato da Dante Biagioni (ridoppiaggio)
- Angela Down: Helena, doppiata da Connie Bismuto (ridoppiaggio)
- Peter Jeffrey: Parolles, doppiato da Giovanni Petrucci (ridoppiaggio)
- Donald Sinden: Re di Francia, doppiato da Dario Penne (ridoppiaggio)
- Paul Brooke: Lavache, doppiato da Toni Orlandi (ridoppiaggio)
- Robert Lindsay: 1º signore di Dumaine, doppiato da Christian Iansante (ridoppiaggio)
- Dominic Jephcott: 2º signore di Dumaine, doppiato da Antonio Bonanotte (ridoppiaggio)
- Rosemary Leach: La vedova di Firenze, doppiato da Licinia Lentini (ridoppiaggio)
- Pippa Guard: Diana, doppiato da Eleonora Reti (ridoppiaggio)
- Joolia Cappleman: Mariana, doppiato da Patrizia Pezza (ridoppiaggio)
- Nickolas Grace: Soldato, doppiato da Maurizio Reti (ridoppiaggio)
- Terence McGinity: 1° Gentiluomo
- Max Arthur: 2° Gentiluomo
- Rinaldo, doppiato da Pieraldo Ferrante (ridoppiaggio)
- Traduzione: Nadia Fusini
- Direzione del doppiaggio: Roberto Ciurluini (ridoppiaggio)

Dietro le quinte
In linea con la nuova politica estetica del produttore Jonathan Miller, il regista Elijah Moshinsky compose molte delle inquadrature del film come repliche del lavoro di Johannes Vermeer.
Racconto d'inverno
- Diretto da Jane Howell
- Data di registrazione 9–15 aprile 1980
- Prima trasmissione nel Regno Unito: 8 February 1981
- Prima trasmissione negli USA: 8 June 1981
- Durata: 173 minutes
- Jeremy Kemp: Leonte, doppiato da Walter Maestosi / Giuseppe Pambieri (ridoppiaggio)
- Robert Stephens: Polissene, doppiato da Dario De Grassi / Michele Gammino (ridoppiaggio)
- John Welsh: Archidamo, doppiato da Dante Biagioni (ridoppiaggio)
- David Burke: Camillo, doppiato da Sandro Iovino / Dario Penne (ridoppiaggio)
- Anna Calder-Marshall: Ermionie, doppiata da Alba Cardilli / Licinia Lentini (ridoppiaggio)
- Jeremy Dimmick: Mamillio, doppiato da Leonardo Caneva (ridoppiaggio)
- Merelina Kendall: Emilia
- Cyril Luckham: Antigono, doppiato da Arnaldo Ninchi (ridoppiaggio)
- Margaret Tyzack: Paulina, doppiata da Alina Moradei / Paola Gassman (ridoppiaggio)
- John Curless: Cleomene, doppiato da Vittorio Guerrieri / Emiliano Reggente (ridoppiaggio)
- Colin McCormack: Dione, doppiato da Christian Iansante (ridoppiaggio)
- Arthur Hewlett: Vecchio pastore Elio Pandolfi
- Paul Jesson: Clown, doppiato da Eugenio Marinelli
- Harold Goldblatt: Tempo
- Rikki Fulton: Autolico, doppiato da Vittorio Battarra / Giovanni Petrucci (ridoppiaggio)
- Robin Kermode: Florizel, doppiato da Massimo Rossi / Simone Marzola (ridoppiaggio)
- Debbie Farrington: Perdita, doppiato da Laura Boccanera / Eleonora Reti (ridoppiaggio)
- Janette Legge: Dorca, doppiata da Silvana Sodo (ridoppiaggio)
- Maggie Wells: Mopsa, doppiato da Patrizia Salerno (ridoppiaggio)
- Pat Gorman: Orso
- Pastore, doppiato da Diego Reggente (ridoppiaggio)
- Contadino, doppiato da Carlo Scipioni (ridoppiaggio)
- Ufficiale, doppiato da Franco Zucca (ridoppiaggio)
- Ruggero, doppiato da Pieraldo Ferrante (ridoppiaggio)
- Nobile 3, doppiato da Sandro Iovino (ridoppiaggio)
- John Benfield: Marinaio, doppiato da Renato Cortesi (ridoppiaggio)
- Nobile 2, doppiato da Franco Zucca (ridoppiaggio)
- Carceriere, doppiato da Federico Di Pofi (ridoppiaggio)
- Nobile 4, doppiato da Antonio Bonanotte (ridoppiaggio)
- Traduzione: Agostino Lombardo
- Direzione del doppiaggio: Rodolfo Bianchi / Roberto Ciurluini (ridoppiaggio)

Timone d'Atene
- Diretto da Jonathan Miller
- Date di registrazione: 28 gennaio-3 febbraio 1981
- Prima trasmissione nel Regno Unito: 16 April 1981
- Prima trasmissione negli USA: 14 December 1981
- Durata: 128 minutes
- Jonathan Pryce: Timone, doppiato da Massimo Popolizio (ridoppiaggio)
- John Fortune: Poeta, doppiato da Giorgio Locuratolo (ridoppiaggio)
- John Bird: Pittore, doppiato da Maurizio Reti (ridoppiaggio)
- Tony Jay: Mercante, doppiato da Giovanni Petrucci (ridoppiaggio)
- David Kinsey: Gioielliere, doppiato da Renato Cortesi (ridoppiaggio)
- John Welsh: Flavio, doppiato da Dante Biagioni (ridoppiaggio)
- Sebastian Shaw: Vecchio ateniese, doppiato da Arnaldo Ninchi (ridoppiaggio)
- James Cossins: Lucullo, doppiato da Sandro Iovino (ridoppiaggio)
- Norman Rodway: Apemanto, doppiato da Franco Zucca (ridoppiaggio)
- Geoffrey Collins: Flaminio
- Terence McGinity: Servilio, doppiato da Emiliano Reggente (ridoppiaggio)
- John Shrapnel: Alcibiade, doppiato da Christian Iansante (ridoppiaggio)
- Hugh Thomas: Lucio, doppiato da Antonio Bonanotte (ridoppiaggio)
- Max Arthur: Lucilio, doppiato da Ermanno Ribaudo (ridoppiaggio)
- Donald Gee: Ventidio, doppiato da Gabriele Tuccemei (ridoppiaggio)
- John Bailey: Sempronio, doppiato da Pieraldo Ferrante (ridoppiaggio)
- Michael Anthony: Caphis
- Elyane Sharling: Frine, doppiato da Chiara Tomarelli (ridoppiaggio)
- Diana Dors: Timandra, doppiato da Licinia Lentini (ridoppiaggio)
- Senatore 1, doppiato da Dario Penne (ridoppiaggio)
- Senatore 2, doppiato da Diego Reggente (ridoppiaggio)
- Ortensio, doppiato da Carlo Scipioni (ridoppiaggio)
- Senatore 3, doppiato da Toni Orlandi (ridoppiaggio)
- Traduzione: Renato Oliva
- Direzione del doppiaggio: Roberto Ciurluini (ridoppiaggio)

Dietro le quinte
Originariamente Michael Bogdanov fu assunto per dirigere questo episodio, ma si è dimesso dopo la sua ambita interpretazione moderna considerata troppo radicale.
Antonio e Cleopatra
- Diretto da Jonathan Miller
- Date di registrazione: 5–10 March 1980
- Prima trasmissione negli USA: 20 aprile, 1981
- Prima trasmissione nel Regno Unito: 8 maggio 1981
- Durata: 170 minutes
- John Paul: Canidio, doppiato da Leo Gavero
- Jonathan Adams: Ventidio
- Jane Lapotaire: Cleopatra, doppiata da Ada Maria Serra Zanetti
- Colin Blakely: Antonio, doppiato da Renzo Palmer
- Darien Angadi: Alexas, doppiato da Toni Garrani
- Janet Key: Carmiana, doppiata da Cinzia De Carolis
- Howard Goorney: Indovino, doppiato da Gastone Pescucci
- Cassie McFarlane: Iras, doppiata da Angelina Contaldi
- Emrys James: Enobarbo, doppiato da Dario De Grassi
- Mohammad Shamsi: Mardian l'enunco, doppiato da Pino Ferrara
- Ian Charleson: Cesare Ottaviano, doppiato da Rodolfo Baldini
- Esmond Knight: Lepido, doppiato da Giuseppe Fortis
- Harry Waters: Thidius, doppiato da Carlo Cosolo
- David Neal: Proculeio, doppiato da Diego Reggente
- Anthony Pedley: Agrippa, doppiato da Maurizio Fardo
- Geoffrey Collins: Dolabella, doppiato da Giorgio Locuratolo
- Donald Sumpter: Pompeo, doppiato da Oliviero Dinelli
- George Innes: Menas, doppiato da Ugo Maria Morosi
- Desmond Stokes: Menecrate, doppiato da Silvio Anselmo
- Lynn Farleigh: Ottavia, doppiata da Anna Teresa Eugeni
- Simon Chandler: Eros
- Pat Connell: Soldato, doppiato da Roberto Nalin
- Christopher Ettridge: Scarus
- George Howe: Eufronio
- Iain Rattray: Soldato di Antonio, doppiato da Lorenzo Macrì
- Alec Sabin: Dercetas, doppiato da Giuliano Giacomelli
- Kevin Huckstep: 1° Messaggero, doppiato da Saverio Garbarino
- Michael Anthony: 2° Messaggero, doppiato da Ettore Conti
- Filone, doppiato da Aldo Barberito
- Demetrio, doppiato da Rino Bolognesi
- Messaggeri, Armando Bandini, Virginio Gazzolo
- Ambasciatore, doppiato da Mario Chiocchio
- Serparo, doppiato da Enrico Ostermann
- Traduzione: Salvatore Quasimodo
- Adattamento: Rodolfo Cappellini
- Direzione del doppiaggio: Rino Mencuccini

Dietro le quinte
Durante le riprese della scena con il serpente, il serpente strisciò verso la parte posteriore bassa del vestito di Jane Lapotaire.

### Stagione 4
Otello
- Diretto da Jonathan Miller
- Date di registrazione: 9–17 marzo 1981
- Prima trasmissione nel Regno Unito: 4 Octobre 1981
- Prima trasmissione negli USA: 12 ottobre 1981
- Durata: 205 minutes
- Anthony Pedley: Roderigo, doppiato da Werner Di Donato
- Bob Hoskins: Iago, doppiato da Rodolfo Traversa
- Geoffrey Chater: Brabanzio, doppiato da Vittorio Congia
- Alexander Davion: Graziano, doppiato Luciano Melani
- Anthony Hopkins: Otello, doppiato da Oreste Rizzini
- David Yelland: Michele Cassio, doppiato da Gianni Bertoncin
- Joseph O'Conor: Lodovico, doppiato da Corrado Gaipa
- John Barron: Doge di Venezia, doppiato da Mario Feliciani
- Penelope Wilton: Desdemona, doppiata da Roberta Greganti
- Rosemary Leach: Emilia, doppiata da Melina Martello
- Tony Steedman: Montano, doppiata da Francesco Di Federico
- Wendy Morgan: Bianca, doppiata da Cristiana Lionello
- Seymour Green: 1° Senatore, doppiato da Oreste Lionello
- Howard Goorney: 2° Senatore, doppiato da Carlo Baccarini
- Max Harvey: 1° Gentiluomo, doppiato da Roberto Rizzi
- Terence McGinity: 2° Gentiluomo, doppiato da Claudio Capone
- Nigel Nobes: 3° Gentiluomo, doppiato da Sergio Di Giulio
- Traduzione: Rosa Maria Colombo
- Direzione del doppiaggio: Oreste Lionello

Dietro le quinte
James Earl Jones fu originariamente scelto per interpretare Otello, ma l'Equity (la compagnia teatrale cui apparteneva l'attore), non permise di lasciar recitare l'attore.
Troilo e Cressida
- Diretto da Jonathan Miller
- Date di registrazione: 28 luglio-5 agosto 1981
- Prima trasmissione nel Regno Unito: 7 novembre 1981
- Prima trasmissione negli USA: 17 maggio 1982
- Durata: 190 minutes
- Charles Gray: Pandaro, doppiato da Mario Maranzana
- Anton Lesser: Troilo, doppiato da Mino Caprio
- Tony Steedman: Enea, doppiato da Francesco Di Federico
- Suzanne Burden: Cressida doppiata da Roberta Greganti
- Max Harvey: Alessandro, doppiato da Sergio Di Giulio
- Vernon Dobtcheff: Agamennone, doppiato da Marcello Tusco
- Geoffrey Chater: Nestore, doppiato da Gianni Bonagura
- Benjamin Whitrow: Ulisse, doppiato da Rodolfo Traversa
- Bernard Brown: Menelao, doppiato da Luciano Melani
- Anthony Pedley: Aiace, doppiato da Werner Di Donato
- Jack Birkett: Tersite, doppiato da Oreste Lionello
- Kenneth Haigh: Achille, doppiato da Mario Cordova
- Simon Cutter: Patroclo, doppiato da Luca Lionello
- Esmond Knight: Priamo, doppiato da Sergio Di Giulio
- John Shrapnel: Ettore, doppiato da Oreste Rizzini
- Elayne Sharling: Cassandra, doppiato da Rita Di Lernia
- David Firth: Paride, doppiato da Claudio Capone
- Paul Moriarty: Diomede, doppiato da Gianni Bertoncin
- Ann Pennington: Elena, doppiata da Melina Martello
- Peter Whitbread: Calcante, doppiato da Vittorio Congia
- Merelina Kendall: Andromaca, doppiato da Valeria Valeri
- Cornelius Garrett: Margaleone
- Tony Portacio: Eleno
- Peter J. Cassell: Deifobo
- Prolo, doppiato da Pietro Biondi
- Traduzione di: Luigi Squarzina
- Adattamento italiano: Renato Cortesi e Mario Maldesi
- Direzione del doppiaggio: Oreste Lionello

Sogno di una notte di mezza estate
- Diretto da Elijah Moshinsky
- Date di registrazione: 19–25 maggio 1981
- Prima trasmissione nel Regno Unito: 13 dicembre 1981
- Prima trasmissione negli USA: 19 aprile 1982
- Durata: 116 minutes
- Estelle Kohler: Ippolita, doppiata da Roberta Rem
- Nigel Davenport: Teseo, doppiato da Elio Zamuto
- Hugh Quarshie: Filostrato, doppiato da Massimo Milazzo
- Geoffrey Lumsden: Egeo, doppiato da Valerio Ruggeri
- Pippa Guard: Ermia, doppiata da Roberta Paladini
- Nicky Henson: Demetrio, doppiato da Massimo Venturiello
- Robert Lindsay: Lisandro, doppiato da Carlo Cosolo
- Cherith Mellor: Elena, doppiata da Anna Teresa Eugeni
- Geoffrey Palmer: Peter Quince, doppiato da Luca Biagini
- Brian Glover: Nick Bottom, doppiato da Elio Pandolfi
- John Fowler: Francis Flute, doppiato da Francesco Prando
- Don Estelle: Robin Starveling, doppiato da Dante Biagioni
- Nat Jackley: Snout, doppiato da Giorgio Bandiera
- Ray Mort: Snug, doppiato da Renato Cortesi
- Phil Daniels: Puck, doppiato da Riccardo Rossi
- Helen Mirren: Titania, doppiata da Valeria Moriconi
- Peter McEnery: Oberon, doppiato da Adalberto Maria Merli
- Tania Bennett: Fata
- Alexandra Segal: Fata
- Louise Mason: Fata
- Lee Macdonald: Fata
- Bruce Savage: Fiordipisello
- Massimo Mezzofanti: Ragnatela
- Dominic Martelli: Tignola
- Timothy Cross: Mostardino
- Elfo, doppiato da Giorgio Borghetti
- Traduzione: Mario Roberto Cimnaghi
- Direzione del doppiaggio: Anna Teresa Eugeni

### Stagione 5
Re Lear
- Diretto da Jonathan Miller
- Date di registrazione: 26 marzo-2 aprile 1982
- Prima trasmissione nel Regno Unito: 19 settembre 1982
- Prima trasmissione negli USA: 18 ottobre 1982
- Durata: 183 minuti
- Michael Hordern: Re Lear, doppiato da Giancarlo Sbragia / Ugo Pagliai (ridoppiaggio)
- John Shrapnel: Kent, doppiato da Paolo Ferrari / Giuseppe Pambieri (ridoppiaggio)
- Norman Rodway: Gloucester, doppiato da Bruno Alessandro / Franco Zucca (ridoppiaggio)
- Michael Kitchen: Edmund, doppiato da Mario Valgoi / Roberto Chevalier (ridoppiaggio)
- Gillian Barge: Goneril, doppiato da Noemi Gifuni / Sonia Bergamasco (ridoppiaggio)
- Brenda Blethyn: Cordelia, doppiato da Paola Gassman / Emilia Costa (ridoppiaggio)
- Penelope Wilton: Regan, doppiato da Daniela Nobili / Licinia Lentini (ridoppiaggio)
- John Bird: Albany, doppiato da Luigi Montini / Stefano De Sando (ridoppiaggio)
- Julian Curry: Cornovaglia, doppiato da Osvaldo Ruggeri / Renato Cortesi (ridoppiaggio)
- David Weston: Borgogna, doppiato da Emilio Cappuccio / Christian Iansante (ridoppiaggio)
- Harry Waters: Re di Francia, doppiato da Paolo Maria Scalondro / Francesco Prando (ridoppiaggio)
- Anton Lesser: Edgar, doppiato da Gianni Giuliano / Riccardo Niseem Onorato (ridoppiaggio)
- John Grillo: Oswald, doppiato da Giulio Platone / Mauro Magliozzi (ridoppiaggio)
- Frank Middlemass: Matto, doppiato da Sandro Tuminelli / Elio Pandolfi (ridoppiaggio)
- Ken Stott: Curan, doppiato da Antonio Scaleni
- George Howe: Medico, doppiato da Loris Zanchi / Dante Biagioni (ridoppiaggio)
- Ian Armstrong: Lambert, doppiato da Saverio Moriones / Antonio Bonanotte (ridoppiaggio)
- Traduzione: Angelo Dallagiacoma e Luigi Lunari
- Direzione del doppiaggio: Sandro Tuminelli / Roberto Ciurluini (ridoppiaggio)

Dietro le quinte
Jonathan Miller aveva già diretto un adattamento di Re Lear nel 1975 per la serie della BBC Play of the Month. Come la versione precedente di Miller, Michael Hordern interpretò Lear e Frank Middlemass il Matto. Inizialmente, però Robert Shaw fu scelto come interprete di Lear, ma morì nel 1978 prima dell'inizio delle riprese.
Le allegre comari di Windsor
- Diretto da David Hugh Jones
- Date di registrazione: 1–8 novembre 1982
- Prima trasmissione nel Regno Unito: 28 dicembre 1982
- Prima trasmissione negli USA: 31 gennaio 1983
- Durata: 170 minuti
- Richard Griffiths: Sir John Falstaff, doppiato da Mario Maranzana
- Alan Bennett: Shallow, doppiato da Werner Di Donato
- Richard O'Callaghan: Slender, doppiato da Oreste Lionello
- Tenniel Evans: Sir Hugh Evans, doppiato da Oreste Rizzini
- Bryan Marshall: George Page, doppiato da Giancarlo Maestri
- Gordon Gostelow: Bardolfo, doppiato da Francesco Di Federico
- Nigel Terry: Pistol, doppiato da Gianni Bertoncin
- Michael Robbins: Nym, doppiato da Giampiero Albertini
- Miranda Foster: Anna Page, doppiata da Cristiana Lionello
- Judy Davis: Signora Ford, doppiata da Melina Martello
- Prunella Scales: Signora Page, doppiata da Solvejg D'Assunta
- Ron Cook: Peter Simplicio, doppiato da Gianluca Tusco
- Michael Graham Cox: Oste, doppiato da Carlo Baccarini
- Lee Whitlock: Robin, doppiato da Davide Lionello
- Elizabeth Spriggs: Signora Quickly, doppiata da Angiolina Quinterno
- John Joyce: John Rugby, doppiato da Rodolfo Traversa
- Michael Bryant: Dr. Caius, doppiato da Vittorio Congia
- Simon Chandler: Fenton, doppiato da Luca Lionello
- Ben Kingsley: Frank Ford, doppiato da Sergio Di Giulio
- Ralph Brown: Gianni
- Peter Gordon: Roberto
- Crispin Mair: William Page
- Traduzione: Orazio Costa
- Direzione del doppiaggio: Oreste Lionello

Dietro le quinte
Il regista David Jones voleva originariamente girare l'episodio a Stratford-upon-Avon, ma fu limitato ad uno studio di impostazione.
Enrico VI, parte I
- Diretto da Jane Howell
- Date di registrazione: 13-19 ottobre 1981
- Prima trasmissione nel Regno Unito: 2 gennaio 1983
- Prima trasmissione negli USA: 27 marzo 1983
- Durata: 188 minuti
- Peter Benson: Enrico VI, doppiato da Alberto Lionello
- John Alford: ragazzo del maestro d'armi
- John Benfield: Basset / sergente francese / Soldato francese* / Scout*
- Brenda Blethyn: Giovanna D'Arco, doppiata da Lorenza Biella
- Antony Brown: Duca di Borgogna, doppiato da Giorgio Bandiera
- David Burke: duca di Gloucester, doppiato da Mario Valgoi
- Michael Byrne: duca di Alençon, doppiato da Mico Cundari
- Paul Chapman: conte di Suffolk, doppiato da Carlo Sabatini / Sir William Glasdale*
- Ron Cook: 3°messaggero del re, doppiato da Carlo Valli
- Arthur Cox: Sir John Fastolfe, doppiato da Mico Cundari / sindaco di Londra
- David Daker: Reigner, duca d'Angiò, doppiato da Paolo Lombardi / Vernon, doppiato da Guido Cerniglia
- Brian Deacon: conte di Somerset, doppiato da Saverio Moriones
- Tenniel Evans: Duca di Bedford, doppiato da Gianni Musy / Edmund Mortimer, doppiato da Carlo Alighiero
- Derek Farr: conte di Salisbury / Sir William Lucy
- Julia Foster: Margherita, doppiata da Paola Piccinato
- Derek Fuke: capitano di Talbot, doppiato da Luigi Montini / Servo di Gloucester
- Alex Guard: giovane Talbot, doppiato da Gianni Bersanetti
- Bernard Hill: Duca di York, doppiato da Michele Kalamera
- Paul Jesson: secondo messaggero del re
- Joanna McCallum: contessa d'Auvergne
- Oengus MacNamara: Portiere della Contessa, doppiato da Saverio Moriones
- Frank Middlemass: Cardinale Beaufort, doppiato da Sandro Tuminelli
- Joseph O'Conor: Duca di Exeter, doppiato da Adolfo Geri
- Trevor Peacock: Lord Talbot, doppiato da Giorgio Gusso
- Brian Protheroe: Bastardo di Orléans / primo messaggero del re*
- David Pugh: Guardiano di Rouen/Ufficiale del sindaco/soldato inglese*
- Nick Reding: Custode
- Ian Saynor: Carlo Delfino
- Mark Wing-Davey: Conte di Warwick, doppiato da Emilio Cappuccio
- Peter Wyatt: Woodville / Sir Thomas Gargrave* / Sentinella francese* / Avvocato*, doppiato da Giulio Platone / Berretto Blu* / Governatore di Parigi*

Adattamento e direzione del doppiaggio: Renato Cominetti
*non accreditato
Enrico VI, parte II
- Diretto da Jane Howell
- Date di registrazione: 17-23 dicembre 1981
- Prima trasmissione nel Regno Unito: 9 gennaio 1983
- Prima trasmissione negli USA: 10 aprile 1983
- Durata: 203 minuti
- John Benfield: 1° assassino, doppiato da Paolo Lombardi / Capitano della nave / Bidello di St. Albans* / Messaggero del re* / 1° vicino di casa*
- Peter Benson: Enrico VI, doppiato da Alberto Lionello
- Antony Brown: Walter Whitmore, doppiato da Giuseppe Fortis / Alessandro Iden, doppiato da Bruno Alessandro / Governatore dell'Isola di Man*
- David Burke: duca di Gloucester, doppiato da Mario Valgoi
- Michael Byrne: John Hum, doppiato da Mico Cundari / luogotenente, doppiato da Giorgio Bandiera
- Anne Carroll: Duchessa di Gloucester, doppiata da Noemi Gifuni
- Paul Chapman: Duca di Suffolk, doppiato da Carlo Sabatini
- Ron Cook: Riccardo III, doppiato da Leo Gullotta
- Arthur Cox: Thomas Horner, doppiato da Paolo Lombardi / Signore Clifford, doppiato da Carlo Alighiero
- David Daker: Duca di Buckingham, doppiato da Guido Cerniglia
- Brian Deacon: Duca di Somerset, doppiato da Saverio Moriones
- Tenniel Evans: Conte di Salisbury, doppiato da Gianni Musy / Direttore di Chartham
- Derek Farr: Lord Saye / Roger Bolingbroke, doppiato da Giuseppe Fortis
- Julia Foster: Regina Margherita, doppiata da Paola Piccinato
- Derek Fuke: Sander Simpcox, doppiato da Giovanni Poggiali / George Bevis, doppiato da Edoardo Siravo
- Alex Guard: 2 ° Prentice / Messagero di Cade*
- Bernard Hill: Duca di York, doppiato da Michele Kalamera
- Paul Jesson: John Holland / Giorgio Plantageneto, doppiato da Giancarlo Prete
- Pat Keen: Margery Jourdain, doppiata da Evelina Maggi
- Gabrielle Lloyd: moglie di Simpox, doppiata da Anna Melato
- Oengus MacNamara: Portiere della Contessa
- Frank Middlemass: Cardinale Beaufort, doppiato da Sandro Tuminelli
- Trevor Peacock: Sceriffo / Jack Cade, doppiato da Giorgio Gusso
- Brian Protheroe: Edoardo IV, doppiato da Gianni Giuliano
- David Pugh: Peter Thump, doppiato da Carlo Cosolo / 2° assassino, doppiato da Guido Cerniglia / William Stafford* / 2° Gentiluomo*
- Mark Wing-Davey: Conte di Warwick, doppiato da Emilio Cappuccio
- Peter Wyatt: Sir Humphrey Stafford / Sindaco di St. Albans* / Vaux* / 2° firmatario* / 3° vicino di casa*

Adattamento e direzione del doppiaggio: Renato Cominetti
*non accreditato
Dietro le quinte
Questo episodio è stato girato sullo stesso set di Enrico VI prima parte. Tuttavia, il designer Oliver Bayldon modificò il set in modo che la vernice sembrava si fosse staccando, e il set fosse in uno stato di abbandono, così come l'Inghilterra scese in uno stato sempre maggiore di caos.
Enrico VI, parte III
- Diretto da Jane Howell
- Date di registrazione: 10-17 febbraio 1982
- Prima trasmissione nel Regno Unito: 16 gennaio 1983
- Prima trasmissione negli USA: 24 aprile 1983
- Durata: 211 minuti
- John Benfield: Conte di Northumberland / cacciatore, doppiato da Sandro Tuminelli / messaggero di Warwick*, doppiato da Saverio Moriones
- Peter Benson: Enrico VI, doppiato da Alberto Lionello
- Gerald Blackmore: Messaggero di Warwick
- Antony Brown: Lewis, re di Francia / Sir John Montgomery / Tenente della Torre*
- Michael Byrne: Marchese di Montague / padre che uccise il figlio
- Paul Chapman: Rivers Earl, doppiato da Carlo Sabatini
- Ron Cook: Riccardo III, duca di Gloucester, doppiato da Leo Gullotta
- Rowena Cooper: Regina Elisabetta, doppiata da Noemi Gifuni
- Arthur Cox: Duca di Somerset / Sir John Mortimer*
- David Daker: Lord Hastings
- Mathew David: Conte di Rutland
- Brian Deacon: Conte di Oxford
- Tenniel Evans: 1°Guardacaccia / 1°Guardiano / Messaggero di York / Sir William Stanley*
- Derek Farr: Duca di Exeter / sindaco di York / Tutore di Rutland (non accreditato) / 2°Guardiano* / Nobile*
- Julia Foster: Regina Margherita, doppiata da Paola Piccinato
- Derek Fuke: Conte di Westmorland / Inviato / 3°Guardiano* / Messaggero di Clifford*
- Tim Fuke: Conte di Richmond
- Alex Guard: Marchese di Dorset / Figlio che ha ucciso suo padre
- Bernard Hill: Duca di York, doppiato da Michele Kalamera
- Paul Jesson: Giorgio, duca di Clarence, doppiato da Giancarlo Prete
- Merelina Kendall: Bona di Savoia, doppiata da Anna Melato
- Oengus MacNamara: Giovane Clifford, doppiato da Claudio De Angelis / Messaggero di Warwick / Messaggero di Enrico*
- Brian Protheroe: Edoardo IV, doppiato da Gianni Giuliano
- Nick Reding: Edoardo, Principe di Galles
- Mark Wing-Davey: Conte di Warwick, doppiato da Emilio Cappuccio
- Peter Wyatt: Duca di Norfolk / 2°Guardiano*

Adattamento e direzione del doppiaggio: Renato Cominetti
*non accreditato
Riccardo III
- Diretto da Jane Howell
- Date di registrazione: 31 marzo-6 aprile 1982
- Prima trasmissione nel Regno Unito: 23 gennaio 1983
- Prima trasmissione negli USA: 2 maggio 1983
- Durata: 239 minuti
- Ron Cook: Riccardo III, doppiato da Gigi Proietti
- Peter Benson: Re Enrico VI, doppiato da Francesco Vairano / Prete*, doppiato da Massimo Fedele
- Antony Brown: Sir Riccardo Ratcliffe, doppiato da Bruno Alessandro
- David Burke: Sir William Catesby, doppiato da Mario Valgoi
- Michael Byrne: Duca di Buckingham, doppiato da Giulio Bosetti
- Anne Carroll: Jane Shore, doppiata da Laura Rizzoli
- Paul Chapman: Conte Rivers, doppiato da Michele Kalamera / Cardinale Thomas Bourchier, Arcivescovo di Canterbury*, doppiato da Mario Chiocchio
- Rowena Cooper: Regina Elisabetta, doppiata da Paola Piccinato
- Arthur Cox: Lord Grey, doppiato da Paolo Lombardi / Lord sindaco di Londra, doppiato da Guido Cerniglia / Sir Christopher*, doppiato da Gianni Musy
- Annette Crosbie: Duchessa di York, doppiata da Noemi Gifuni
- David Daker: Lord Hastings, doppiato da Osvaldo Ruggeri
- Brian Deacon: 2° Cittadino, doppiato da Giancarlo Prete / Primo messaggero, doppiato da Claudio De Angelis / Enrico VII, conte di Richmond, doppiato da Saverio Moriones
- Jeremy Dimmick: Giovane duca di York, doppiato da Ilaria Stagni
- Tenniel Evans: Lord Tommaso Stanley, doppiato da Giorgio Gusso / Tommaso Rotherham, Arcivescovo di York, doppiato da Gianni Musy
- Derek Farr: Sir Robert Brackenbury, doppiato da Renato Cominetti / Conte di Surrey, doppiato da Paolo Lombardi / Scrivano*, doppiato da Sandro Tuminelli / 3° Cittadino*, doppiato da Mario Milita / John Morton, Vescovo di Ely*, doppiato da Tullio Altamura
- Dorian Ford: Edoardo V, Principe di Galles, doppiato da Giorgio Borghetti
- Julia Foster: Margherita, doppiata da Paola Mannoni
- Derek Fuke: Secondo sicario, doppiato da Gianpaolo Saccarola / Sir Thomas Vaughan, doppiato da Gianpaolo Saccarola / 4° messaggero di Riccardo*, doppiato da Raffaele Uzzi
- Alex Guard: Tommaso Grey, Marchese di Dorset, doppiato da Gianni Bersanetti
- Bernard Hill: Primo sicario, doppiato da Carlo Valli / Sir William Brandon* / Sceriffo di Wiltshire*, doppiato da Emilio Cappuccio
- Paul Jesson: George, duca di Clarence, doppiato da Ugo Pagliai / Seguace*, doppiato da Emilio Cappuccio / 3° messaggero di Riccardo*, doppiato da Gianni Giuliano
- Patsy Kensit: Lady Margaret Plantagenet, contessa di Salisbury, doppiata da Monica Gravina
- Rusty Livingston: Paggio di Riccardo, doppiato da Sandro Acerbo
- Oengus MacNamara: Alabardiere, doppiato da Giulio Platone / Lord Lovell / Messaggero di Elisabetta*, doppiato da Sandro Pellegrini / 1° messaggero di Riccardo*, doppiato da Saverio Moriones
- Brian Protheroe: Edoardo IV, doppiato da Carlo Sabatini / Sir Walter Herbert*, doppiato da Willy Moser / 2° messaggero di Riccardo*, doppiato da Giancarlo Prete
- Nick Reding: Fantasma del principe di Galles, doppiato da Sandro Acerbo
- Stephen Rooney: Edoardo Plantageneto, doppiato da Giorgio Borghetti
- Zoë Wanamaker: Lady Anna Neville, doppiata da Lorenza Biella
- Mark Wing-Davey: Sir James Tyrrell, doppiato da Paolo Maria Scalondro / Sir James Blount*, doppiato da Gianni Bertoncin / 1° cittadino*, doppiato da Giulio Platone
- Peter Wyatt: Duca di Norfolk, doppiato da Luigi Montini / Carceriere*, doppiato da Diego Michelotti / messaggero di Stanley*
- Traduzione: Rodolfo Wilcok
- Adattamento e Direzione del doppiaggio: Bruno Alessandro

*non accreditato

### Stagione 6
Cimbelino
- Diretto da Elijah Moshinsky
- Date di registrazione: 29 luglio-5 agosto 1982
- Prima trasmissione negli USA: 20 dicembre 1982
- Prima trasmissione nel Regno Unito: 10 luglio 1983
- Durata: 175 minutes
- Richard Johnson: Cimbelino, doppiato da Giulio Bosetti
- Hugh Thomas: Cornelio, doppiato da Claudio De Angelis
- Claire Bloom: Regina, doppiata da Noemi Gifuni
- Helen Mirren: Imogene, doppiata da Paola Bacci
- Michael Pennington: Postumo Leonato, doppiato da Aldo Reggiani
- John Kane: Pisanio, doppiato da Guido Cerniglia
- Paul Jesson: Cloteno, doppiato da Emilio Cappuccio
- Robert Lindsay: Iachimo, doppiato da Umberto Orsini
- Geoffrey Lumsden: Filario, doppiato da Renato Cominetti
- Allan Hendrick: Francese, doppiato da Carlo Cosolo
- Patsy Smart: Elena, doppiata da Serena Michelotti
- Graham Crowden: Caio Lucio, doppiato da Sandro Tuminelli
- Michael Gough: Bellario, doppiato da Giulio Platone
- Geoffrey Burridge: Guiderio, doppiato da Carlo Valli
- David Creedon: Arvirago, doppiato da Saverio Moriones
- Patricia Hayes: Indovina
- Marius Goring: Sicilio Leonato, doppiato da Bruno Alessandro
- Michael Hordern: Giove, doppiato da Giorgio Gusso
- Aimee Delamain: Gentildonna, doppiata da Grazia Cappabianca
- Traduzione: Alfredo Giuliani
- Adattamento: Rosy Rocchi
- Direzione del doppiaggio: Gianni Giuliano

Macbeth
- Diretto da Jack Gold
- Date di registrazione: 22–28 giugno 1982
- Prima trasmissione negli USA: 17 ottobre 1983
- Prima trasmissione nel Regno Unito: 5 novembre 1983
- Durata: 146 minutes
- Brenda Bruce: 1^strega, doppiata da Gianna Piaz
- Eileen Way: 2^strega, doppiata da Francesca Palopoli
- Anne Dyson: 3^strega, doppiata da Laura Carli
- Mark Dignam: Duncan, doppiato da Silvio Spaccesi
- James Hazeldine: Malcolm
- John Rowe: Lennox
- Gawn Grainger: Ross
- Nicol Williamson: Macbeth, doppiato da Paolo Ferrari
- Ian Hogg: Banquo, doppiato da Renato De Carmine
- David Lyon: Angus
- Jane Lapotaire: Lady Macbeth, doppiata da Valeria Moriconi
- Alistair Henderson: Fleance
- Tony Doyle: Macduff
- Tom Bowles: Donalbain
- Eamon Boland: Seyton
- Jill Baker: Lady Macduff
- Crispin Mair: figlio di Macduff]
- Matthew Long: Menteith
- Peter Porteous: Cathness
- William Abney: Siward
- Nicholas Coppin: figlio di Siward
- Traduzione: Agostino Lombardo
- Direzione del doppiaggio: Anna Teresa Eugeni

La commedia degli errori
- Diretto da James Cellan Jones
- Date di registrazione: 3–9 novembre 1983
- Prima trasmissione nel Regno Unito: 24 dicembre 1983
- Prima trasmissione negli USA: 20 febbraio 1984
- Durata: 108 minuti
- Cyril Cusack: Egeone, doppiato da Sergio Tedesco / Giancarlo Dettori (ridoppiaggio)
- Charles Gray: Solino, duca di Efeso, doppiato da Dario De Grassi / Massimo Schuster (ridoppiaggio)
- Nicolas Chagrin: Mimo maestro
- Bunny Reed: Carceriere
- Michael Kitchen: Antifolo di Efeso e Antifolo di Siracusa, doppiato da Giuseppe Pambieri / Maurizio Micheli (ridoppiaggio)
- Roger Daltrey: Dromio di Efeso e Dromio di Siracusa, doppiato da Massimo Wertmüller / Emiliano Reggente (ridoppiaggio)
- Noël Johnson: Primo mercante, doppiato da Giuseppe Fortis / Diego Reggente (ridoppiaggio)
- Suzanne Bertish: Adriana, doppiata da Giuliana Lojodice / Marina Tagliaferri (ridoppiaggio)
- Joanne Pearce: Luciana, doppiata da Margherita Sestito / Emilia Costa (ridoppiaggio)
- Marsha Fitzalan: Luce, doppiata da Renata Biserni / Chiara Tomarelli (ridoppiaggio)
- Sam Dastor: Angelo, doppiato da Mino Bellei / Renato Cortesi (ridoppiaggio)
- David Kelly: Baldassarre, doppiato da Pino Ferrara / Pier Francesco Listri (ridoppiaggio)
- Alfred Hoffman: Secondo mercante, doppiato da Diego Michelotti / Giovanni Petrucci (ridoppiaggio)
- Frank Williams: Ufficiale, doppiato da Sandro Pellegrini / Ermanno Ribaudo (ridoppiaggio)
- Ingrid Pitt: Cortigiana, doppiata da Fabrizia Castagnoli / Licinia Lentini (ridoppiaggio)
- Geoffrey Rose: Pizzico, doppiato da Renato Cortesi (ridoppiaggio)
- Wendy Hiller: Emilia, doppiata da Alina Moradei / Franca Nuti (ridoppiaggio)
- Peter MacKriel: Messaggero, doppiato da Maurizio Mattioli
- Traduzione: Nadia Fusini
- Direzione del doppiaggio: Rodolfo Bianchi / Roberto Ciurluini (ridoppiaggio)

I due gentiluomini di Verona
- Diretto da: Don Taylor
- Date di registrazione: 25–31 luglio 1983
- Prima trasmissione nel Regno Unito: 27 dicembre 1983
- Prima trasmissione negli USA: 23 aprile 1984
- Durata: 137 minuti
- Frank Barrie: Eglamur, doppiato da Christian Iansante (ridoppiaggio)
- Tessa Peake-Jones: Giulia, doppiato da Chiara Tomarelli (ridoppiaggio)
- Hetta Charnley: Lucietta, doppiato da Silvana Sodo (ridoppiaggio)
- Tyler Butterworth: Proteo, doppiato da Simone Marzola (ridoppiaggio)
- John Hudson: Valentino, doppiato da Luca Ferrante (ridoppiaggio)
- Nicholas Kaby: Schizzo, doppiato da Alessio De Filippis (ridoppiaggio)
- Michael Byrne: Antonio, doppiato da Dario Penne (ridoppiaggio)
- John Woodnutt: Pantino, doppiato da Franco Zucca (ridoppiaggio)
- Joanne Pearce: Silvia, doppiato da Connie Bismuto (ridoppiaggio)
- Tony Haygarth: Lancillotto, doppiato da Gianfilippo Grasso (ridoppiaggio)
- David Collings: Turio, doppiato da Sandro Iovino (ridoppiaggio)
- Paul Daneman: Il Duca di Milano, doppiato da Michele Gammino (ridoppiaggio)
- Daniel Flynn: Servo
- Charlotte Richardson: Cupido
- Jonathan Taylor: Cupido
- Bill Badley: Liutista
- Tom Finucane: Liutista
- Robin Jeffrey: Liutista
- Adam Kurakin: 1° bandito, doppiato da Giorgio Locuratolo (ridoppiaggio)
- John Baxter: 2° bandito, doppiato da Alberto Caneva (ridoppiaggio)
- Andrew Burt: 3° bandito, doppiato da Diego Reggente (ridoppiaggio)
- Michael Graham Cox: L'Oste, doppiato da Giovanni Petrucci (ridoppiaggio)
- Traduzione: Sergio Perosa
- Direzione del doppiaggio: Rodolfo Bianchi / Roberto Ciurluini (ridoppiaggio)

Coriolano
- Diretto da Elijah Moshinsky
- Date di registrazione: 18–26 April 1983
- Prima trasmissione nel Regno Unito: 26 March 1984
- Prima trasmissione negli USA: 21 April 1984
- Durata: 145 minuti
- Alan Howard: Coriolano, doppiato da Stefano De Sando (ridoppiaggio)
- Joss Ackland: Menenio Agrippa, doppiato da Massimo Foschi (ridoppiaggio)
- Patrick Godfrey: Cominio, doppiato da Franco Zucca (ridoppiaggio)
- Peter Sands: Tito Larzio, doppiato da Emiliano Reggente (ridoppiaggio)
- John Burgess: Sicinio Veluto, doppiato da Diego Reggente (ridoppiaggio)
- Anthony Pedley: Giunio Bruto, doppiato da Marco Mete (ridoppiaggio)
- Mike Gwilym: Tullio Aufidio, doppiato da Roberto Chevalier (ridoppiaggio)
- Valentine Dyall: Adriano
- Irene Worth: Volumnia
- Joanna McCallum: Virgilia, doppiato da Emilia Costa (ridoppiaggio)
- Heather Canning: Valeria, doppiato da Licinia Lentini (ridoppiaggio)
- Damien Franklin: Piccolo Marzio, doppiato da Leonardo Caneva (ridoppiaggio)
- Nicolas Amer: Edile
- Teddy Kempner: Nicanor, doppiato da Francesco Prando (ridoppiaggio)
- Araldo, doppiato da Giuseppe Pambieri (ridoppiaggio)
- Traduzione: Agostino Lombardo
- Direzione del doppiaggio: Roberto Ciurluini (ridoppiaggio)

### Stagione 7
Re Giovanni
- Diretto da David Giles
- Date di registrazione: 1–7 febbraio 1984
- Prima trasmissione nel Regno Unito: 24 novembre 1984
- Prima trasmissione negli USA: 11 gennaio 1985
- Durata: 155 minuti
- Leonard Rossiter: Re Giovanni
- William Whymper: Chatillon
- Mary Morris: Regina Eleonora
- Robert Brown: Conte di Pembroke
- John Castle: Conte di Salisbury
- John Flint: Lord Bigot
- John Thaw: Uberto
- George Costigan: Filippo il Bastardo
- Edward Hibbert: Robert Faulconbridge
- Phyllida Law: Lady Faulconbridge
- Mike Lewin: Giacomo Gurney
- Charles Kay: Filippo, il re di Francia
- Jonathan Coy: Luigi, il delfino
- Luc Owen: Arturo, duca di Bretagna
- Gordon Kaye: Limoges, duca d'Austria
- Claire Bloom: Costanza
- John Moreno: Melun
- Ian Barritt: Araldo francese
- Janet Maw: Bianca
- Carl Oatley: Araldo inglese
- Clifford Parrish: Cittadino di Angiers
- Richard Wordsworth: Cardinale Pandolfo
- Ian Brimble: 1° Esecutire
- Ronald Chenery: Messaggero inglese
- Luciano Pigozzi: Pietro di Pomfret
- Tim Brown: Messaggero Francese
- Rusty Livingstone: Principe Enrico
- Direzione del doppiaggio: Rodolfo Bianchi

Pericle, principe di Tiro
- Diretto da David Hugh Jones
- Date di registrazione: 21–28 giugno 1983
- Prima trasmissione nel Regno Unito: 11 giugno 1984
- Prima trasmissione negli USA: 8 dicembre 1984
- Durata: 178 minuti
- Edward Petherbridge: Gower
- John Woodvine: Antioco, re d'Antiochia
- Edita Brychta: Figlia di Antioco
- Mike Gwilym: Pericle
- Robert:hby: Taliardo
- Patrick Godfrey: Elicano
- Toby Salaman: Escane
- Norman Rodway: Cleone
- Annette Crosbie: Dionisa
- Christopher Saul: Signore di Tarso
- Patrick Allen: Re Simonide
- Juliet Stevenson: Taisa
- Edward Clayton: Filemone
- Stephen Oxley: Signore di Pentapoli
- Valerie Lush: Licorida
- Clive Swift: Cerimone
- Nick Brimble: Leonino
- Amanda Redman: Marina
- Trevor Peacock: Boult
- Lila Kaye: Ruffiana
- Patrick Ryecart: Lisimaco
- Elayne Sharling: Dea Diana

Molto rumore per nulla
- Diretto da Stuart Burge
- Date di registrazione: 15–21 agosto 1984
- Prima trasmissione negli USA: 30 ottobre 1984
- Prima trasmissione nel Regno Unito: 22 dicembre 1984
- Durata: 148 minuti
- Lee Montague: Leonato, doppiato da Diego Reggente (ridoppiaggio)
- Cherie Lunghi: Beatrice, doppiata da Pamela Villoresi (ridoppiaggio)
- Katharine Levy: Ero, doppiata da Emilia Costa (ridoppiaggio)
- Jon Finch: Don Pedro, doppiato da Giuseppe Pambieri (ridoppiaggio)
- Robert Lindsay: Benedetto, doppiato da Massimo Popolizio (ridoppiaggio)
- Robert Reynolds: Claudio, doppiato da Francesco Prando (ridoppiaggio)
- Gordon Whiting: Antonio, doppiato da Arnaldo Ninchi (ridoppiaggio)
- Vernon Dobtcheff: Don Giovanni, doppiato da Stefano De Sando (ridoppiaggio)
- Robert Gwilym: Corrado
- Tony Rohr: Borraccio, doppiato da Giorgio Locuratolo (ridoppiaggio)
- Pamela Moiseiwitsch: Margherita
- Ishia Bennison: Orsola
- Oz Clarke: Baldassarre
- Michael Elphick: Carruba, doppiato da Giovanni Petrucci (ridoppiaggio)
- Clive Dunn: Sorba, doppiato da Renato Cortesi (ridoppiaggio)
- Graham Crowden: Frate Francesco, doppiato da Franco Zucca (ridoppiaggio)
- John Kidd: Cancelliere, doppiato da, Dante Biagioni (ridoppiaggio)
- Gorden Kaye: Guardia, doppiato da, Vittorio Stagni (ridoppiaggio)
- Traduzione: Nadia Fusini
- Direzione del doppiaggio: Rodolfo Bianchi / Roberto Ciurluini (ridoppiaggio)

Pene d'amor perdute
- Diretto da Elijah Moshinsky
- Date di registrazione: 30 giugno-6 luglio 1984
- Prima trasmissione nel Regno Unito: 5 gennaio 1985
- Prima trasmissione negli USA: 31 maggio 1985
- Durata: 120 minuti
- Jonathan Kent: Re di Navarra, doppiato da Romano Malaspina
- Christopher Blake: Longaville, doppiato da Oliviero Dinelli
- Geoffrey Burridge: Dumain, doppiato da Roberto Del Giudice
- Mike Gwilym: Biron, doppiato da Ugo Pagliai
- David Warner: Don Armado, doppiato da Massimo Dapporto
- John Kane: Tignola, doppiato da Piero Tiberi
- Paul Jesson: Zucca, doppiato da Eugenio Marinelli
- Frank Williams: Tonto, doppiato da Valerio Ruggeri
- Paddy Navin: Giacometta, doppiata da Renata Bisernii
- Clifford Rose: Boyet, doppiato da Elio Pandolfi
- Maureen Lipman: Principessa di Francia, doppiata da Sonia Scotti
- Katy Behean: Maria, doppiata da Serena Spaziani
- Petra Markham: Caterina, doppiata da Silvia Pepitoni
- Jenny Agutter: Rosalina, doppiata da Angiola Baggi
- Jay Ruparelia: Adriano, doppiato da Wladimiro Grana
- John Burgess: Sir Nataniele, doppiato da Diego Michelotti
- John Wells: Oloferne, doppiato da Giustino Durano
- Valentine Dyall: Marcade, doppiato da Sandro Pellegrini
- Linda Kitchen: Primavera
- Susanna Ross: Inverno
- Traduzione: Elio Chinol
- Direzione del doppiaggio: Rodolfo Bianchi

Tito Andronico
- Diretto da Jane Howell
- Date di registrazione: 11–17 febbraio 1985
- Prima trasmissione negli USA: 19 aprile 1985
- Prima trasmissione nel Regno Unito: 27 aprile 1985
- Durata: 168 minuti
- Paul Davies Prowles: Il giovane Lucio, figlio di Lucio
- Edward Hardwicke: Marco Andronico
- Walter Brown: Emilio
- Brian Protheroe: Saturnino
- Nicholas Gecks: Bassiano
- Derek Fuke: Capitano / 3°Goto / Sempronio
- Eileen Atkins: Tamora
- Peter Searles: Alarbo/ 4°Goto / Valentino
- Neil McCaul: Demetrio
- Michael Crompton: Chirone
- Hugh Quarshie: Aronne
- Gavin Richards: Lucio
- Crispin Redman: Quinto
- Tom Hunsinger: Marzio
- Michael Packer: Muzio
- Trevor Peacock: Tito Andronico
- Anna Calder-Marshall: Lavinia
- Paul Kelly: Publio / 2°Goto
- John Benfield: Messaggero / 1°Goto / Caio
- Deddie Davies: Nutrice
- Tim Potter: Buffone
- Direzione del doppiaggio: Oreste Lionello